# Сендзіни
Сендзіни (пол. Sędziny) — село в Польщі, у гміні Душники Шамотульського повіту Великопольського воєводства.
Населення — 469 осіб (2011).

## Демографія
Демографічна структура станом на 31 березня 2011 року:
|          | Загалом | Допрацездатний вік | Працездатний вік | Постпрацездатний вік |
| -------- | ------- | ------------------ | ---------------- | -------------------- |
| Чоловіки | 234     | 62                 | 162              | 10                   |
| Жінки    | 235     | 60                 | 139              | 36                   |
| Разом    | 469     | 122                | 301              | 46                   |